# هاني الجراح
هاني الجراح (4 أبريل 1962 -) هو مخرج وممثل ومؤلف تلفزيوني ومسرحي وإذاعي أردني.

## حياته ونشأته
ولد الفنان هاني الجراح في 4 ابريل عام 1962م، في عمان. حاصل علي بكالوريوس فنون جميلة من جامعة اليرموك 1985م، ودبلوم دراسات عليا – تربية من الجامعة الأردنية 1991م، كما أنه حاصل علي ماجستير علوم تربوية من جامعة جوبا بالسودان عام 2000م، وماجستير مناهج وطرق تدريس مسرح من عمان العربية للدراسات العليا في عام 2004م، وحاصل أيضاً علي دكتوراه مناهج وطرق تدريس من عمان العربية للدراسات العليا عام 2008 م ، عمل الجراح في البداية في وظيفة مدرس مسرح ورئيس قسم النشاط الفني والمسرحب بوزارة التربية والتعليم، وهو عضو مجلس إدارة نقابة الفنانيين الأردنيين، خبير في الدراما التعليمية ورئيس المنتدى الهاشمي للفكر والثقافة لعدة سنوات، نائب رئيس الهيئة العربية للمسرح في الأردن، حاصل على مجموعة من الجوائز والدروع والشهادات التقديرية . وقد شارك الفنان هاني الجراح في كثير من المهرجانات العربية والدولية في مجال الأدب والفن .اصدر كتابا بعنوان "فاعلية المسرح المدرسي وتقنياته"، وقدم مجموعة من الأعمال الوطنية الاردتية والأوبريت، بالإضافة إلى اخراج العديد من الأعمال الفنية، ترك المثيل في حوالي عام 2000م بسبب خلع في الكتف تعرض له أثناء تصويره في إدى المشاهد الفنية.
وهناك جانب آخر من حياة هاني الجراح، والمتمثل في مسيرته العلمية والتربوية، فهو الدكتور هاني يوسف جراح، شغل العديد من المناصب الإدارية في جامعة العين الإماراتية، منها نائب عميد شؤون الطلبة، وهو أستاذ مشارك بكلية التربية والعلوم الإنسانية والاجتماعية بالجامعة ذاتها، له العديد من الأبحاث العلمية والتربوية، وهو عضو جمعية الاردنيين التربوية.

## الأعمال الفنية
- 2001م- الصرخة، مسلسل، (ضيف شرف).مسلسل أم الكروم

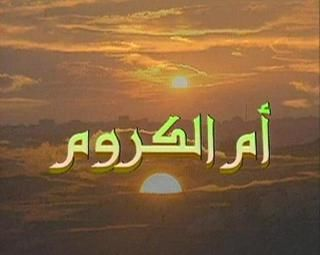
مسلسل أم الكروم

- 2000م- الدرب الطويل، مسلسل، (دور محمود)
- 1999م- أم الكروم، مسلسل.
- 1997م- متعب وعساف، مسلسل.
- 1995م- صرخة، مسلسل، (دور عايد).
- 1994م- العقاب والصقر، مسلسل، (دور مساعد)
- 1992م- الرمضاء، مسلسل.
- 1992م- الزمن المر، مسلسل.
- 1991م- أيام العمر، مسلسل.
- 1991م- لقمة العيش، مسلسل، (دور سمير).
- 1990م- أوراق الدالية، مسلسل.
- 1988م- المعصرة، مسلسل.
- 1987م- وشم على جدار الزمن، مسلسل.
- 1985م- التجربة، مسلسل، (دور السمسار)

بالإضافة إلي مسلسلات أخري من فبيل: أسرار وادي المناصير، عليوة والأيام، الجرح والبلسم، الرمضاء والنار، عائلة أبو أيمن، دائرة الشك، ومهما طال الزمن، والسهرة التلفزيونية"الساعة الرابعة".

## وصلات خارجية
- هاني الجراح ..أحد رموز الفن الأردني البدوي والقروي.